# Лерман, Филип Рафаэль
Лерман Филип Рафаэль (англ. Lehrman Philip R. 12 октября 1895, Плисса, Виленской губернии — 4 февраля 1958, Нью-Йорк) — американский психиатр, психоаналитик. Президент (1946), секретарь (1935—1944) Нью-Йоркского психоаналитического общества.

## Биография
Родился в местечке Плисса. Был пятым из семи детей Мориса Лермана и Мириам Левит, которые эмигрировали в США в 1905. В 1918 с отличием закончил Медицинский колледж Фордхемского университета. Во время работы в государственной больницы Сент-Лоренс в Огденсберге произошло знакомство Лермана с известным психоаналитиком Бриллом А.А. 
С 1921 член Нью-Йоркского психоаналитического общества (входил в состав комитета по образованию и совет директоров). Был профессором кафедры клинической психиатрии и неврологии Колумбийского университета и Нью-Йоркского университета.

В 1928 году Лерман поехал со своей женой Вандой Шепс, которая была родом из Вены , и их двумя детьми, Говардом и Мэрилин, в Вену для годовой аналитической работы с Фрейдом Зигмундом. Лерман принимал участие на заседаниях Венского и Берлинского обществ, где встречался с аналитиками клиники в г. Тегель. 
Лерман был кинематографистом-любителем, снимал Фрейда и его коллег на камеру во время его пребывания в Вене. Его фильмы - бесценные работы для истории психоанализа. Эти фильмы были отредактированы его дочерью Линн Винер-Лерман в 1986 году и стали основой для будущей книги.
Лерман написал около тридцати статей и был редактором книги Анны Фрейд и Дороти Берлингхэм « Война и дети», "War and Children ориг." 1943 года. 
В 1948 году редактировал « Основные принципы психоанализа» Абрахама Брилла.

## Публикации
- «Mental Mechanisms in Neuroses and Psychoses» („N.Y. Med. Jour“, 1919);
- «The Practice of Psychoanalysis in a Public Clinic» („Neurol. Bull“, 1921);
- «Study of Paranoid Trends in Hysteria» („N.Y. State Jour. of Medicine“, 1922);
- «Post-Operative Neuroses» („Med. Jour. & Rec. “, 1925);
- «Neurosis» („Am. Jour. of Psychiatry“, 1925);
- «The Fantasy of Not Belonging to One's Family» („Arch. of Neurol. & Psychiatry“, 1927).